# Bendadaïta
La bendadaïta és un mineral de la classe dels fosfats, que pertany al grup de l'arthurita. Rep el nom de la localitat de Bendada, a Portugal, la seva localitat tipus.

## Característiques
La bendadaïta és un arsenat de fórmula química Fe²⁺Fe³⁺₂(AsO₄)₂(OH)₂(H₂O)₄. Va ser aprovada com a espècie vàlida per l'Associació Mineralògica Internacional l'any 2007. Cristal·litza en el sistema monoclínic. Es troba en forma de microcristalls aciculars de color groc daurat o de color marró verdós, agrupats en forma divergent o com gavilles. També s'ha trobat com a microcristalls tabulars de color verd. És isostructural amb la whitmoreïta, de la qual és l'arsenat anàleg. Químicament es troba relacionada amb la cesarferreiraïta.

## Formació i jaciments
Va ser descoberta a les mines de Bendada, a la localitat de Bendada, a Sabugal (Guarda, Portugal). També ha estat descrita posteriorment al Brasil, Xile, el Marroc, França, Grècia, Itàlia, Espanya i el Japó. Es forma per oxidació de l'arsenopirita o de la löllingita.